# Andrée Bosquet
Andrée Bosquet (Tournai, 1900 – La Louvière, 1980) è stata una pittrice belga moglie di Frans Depooter.
Nata in un ambiente colto, frequenta a Mons le lezioni di M. Putsage (pastello), Anto Carte e E. Motte, ma è soprattutto autodidatta. Espone regolarmente a partire dal 1922, invitata, fra gli altri, dal gruppo Nervia e dal Bon Vouloir Mons. Riceve il premio Charles Caty nel 1963. Andrée Bosquet ha essenzialmente dipinto e disegnato (ad olio, in sanguigna, al carboncino), con semplicità ed eleganza, autoritratti e ritratti di fanciulli, delicati ma non leziosi, nature morte riposanti e chiare, mazzi di fiori d'una squisita fragilità. Le sue scelte vanno verso colori tenui e sfumati o verso forme rotonde e sculturali. Il suo stile non si ricollega a nessuna scuola definita tale, anche se è stato paragonato allo stile dei primitivi fiorentini con qualche aspetto comune ai naïf o ai simbolisti. Le sue opere si trovano presso diversi musei del Belgio (Gand, Bruxelles, Mons, La Louvière).

## Opere
Consultare:
- Institut Royal du Patrimoine Artistique (IRPA), su kikirpa.be. URL consultato il 12 febbraio 2008 (archiviato dall'url originale il 12 settembre 2019).